# Roberto Martínez Baldrich
Roberto Martínez Baldrich (1895-1959) fue un ilustrador y diseñador de moda español. 

## Biografía

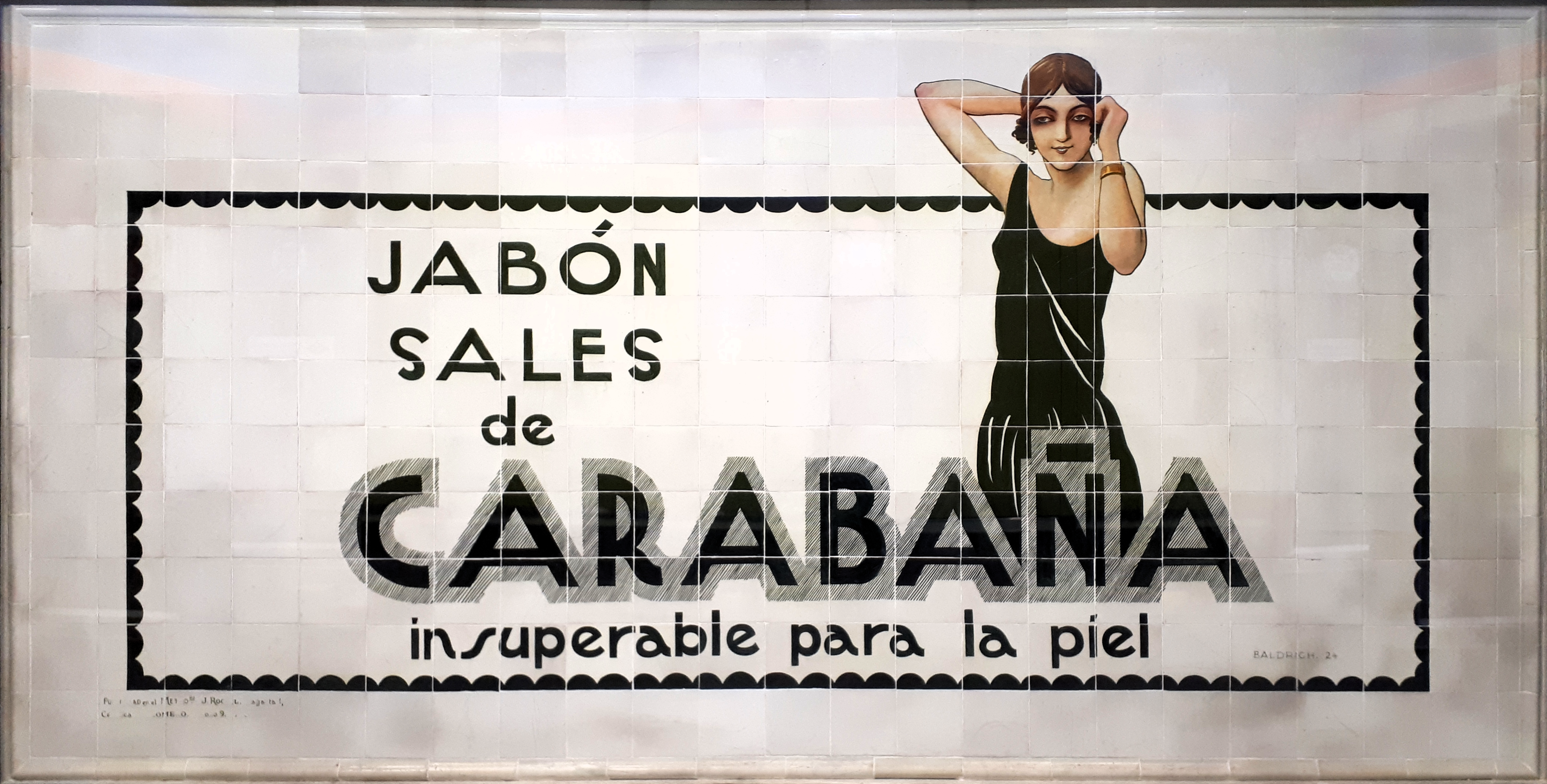
Cartel publicitario cerámico de Baldrich de 1924, ubicado en la Estación de Sevilla (Metro de Madrid).

Era hijo del general Severiano Martínez Anido, aunque solía firmar con el apellido materno. Si bien inicialmente empezó la carrera militar, con posterioridad acabaría dedicándose al arte y el diseño. Su trabajo se especializó en la figura femenina. A lo largo de su carrera destacaría en su faceta como ilustrador, colaborando con revistas gráficas como Blanco y Negro, La Esfera, Nuevo Mundo, Mundo Gráfico, etc. Dirigió la revista de moda femenina Mujer. Revista del hogar y de la moda, fundada en 1937.